# クララ・ウェブスター

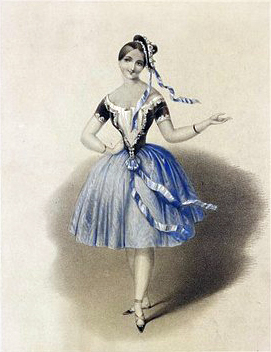
クララ・ウェブスター

クララ・ウェブスター（Clara Vestris Webster、1821年 - 1844年12月17日）は、イギリスのバレエダンサーである。

## 生涯
クララ・ウェブスターは、バースで生まれた。父のベンジャミン・ウェブスター（Benjamin Webster）は、著名なバレエダンサーのガエタノ・ヴェストリスに指導を受けたバレエ教師で、彼女は1830年から舞台に出演し、兄のアーサーとともにパ・ド・ドゥを踊っていた。
1836年にロンドンに出て、その後ダブリン、リヴァプール、マンチェスターなどでも踊った。スペイン舞踊カチューチャやチロル地方の舞踊チロリエンヌなどのダンスを、イギリスで初めて踊ったダンサーの1人とされる。
1844年12月、ロンドンのドルリー・レーン劇場（Drury Lane Theatre）で『ハーレムの反乱（The Revolt of the Harem）』という作品に出演していたときに事故が起きた。水浴のシーンで、女奴隷の1人に扮していた彼女の衣装にガス灯の炎が燃え移り、大火傷を負ってしまったのである。クララは2日後に死去した。
彼女の墓は、ロンドンのKensal Green Cemeteryに現存している。